# Megachile sedula
Megachile sedula är en biart som beskrevs av Smith 1879. Megachile sedula ingår i släktet tapetserarbin, och familjen buksamlarbin. Inga underarter finns listade i Catalogue of Life.